# Szczytnik (Szczytna)
Szczytnik (niem. Burg Waldstein) – część miasta Szczytna, położona w województwie dolnośląskim, w powiecie kłodzkim, w gminie Szczytna.

## Położenie
Osada stanowiące integralną część miasta Szczytna położone jest na zachodnim zboczu i u podnóża góry Szczytnik, na wysokości około 560–660 m n.p.m. Na terenie Szczytnika leżą: osiedle domów jednorodzinnych oraz Zamek Leśna.

## Historia
Szczytnik powstał po wybudowaniu w roku 1838 Zamku Leśna. W 1890 roku powstała tu huta szkła, przy której zbudowano osiedle. W 1929 roku zamek kupili Misjonarze Świętej Rodziny, którzy w jego sąsiedztwie wznieśli dom misyjny.

Po 1945 roku Szczytnik został włączony do Szczytnej, hutę szkła rozbudowano, a w zamku ulokowano zakład wychowawczy dla dzieci niepełnosprawnych umysłowo. 

## Zabytki
Do wojewódzkiego rejestru zabytków wpisany jest:
- zespół zamkowy, z XIX wieku, z neogotyckim Zamkiem Leśna (obecnie Dom Pomocy Społecznej dla Dzieci), z lat 1832–1838, przebudowany pod koniec XIX wieku.

## Szlaki turystyczne
Przez Szczytnik przechodzi  szlak turystyczny z Polanicy-Zdroju do Dusznik-Zdroju.